# 中华坛花兰
中华坛花兰（学名：Acanthephippium sinense）为兰科坛花兰属下的一个种。